# Амалфийско крайбрежие
Амалфийското крайбрежие (на италиански: Costiera Amalfitana, изговаря се Костиèра Амалфитàна) е участък от Тиренското крайбрежие в провинция Салерно, регион Кампания, Италия. Разположено на изток от Сорентинския полуостров, то гледа към Салернския залив и се простира от Позитано до Виетри сул Маре (граничещ със Салерно).
Признато за обект на световното културно наследство на ЮНЕСКО през 1997 г., крайбрежието е известно по целия свят със своята природна красота. Името си носи от град Амалфи, неговото географско и историческо ядро. Названието му е известно от IX век, когато днешният град Амалфи е бил морска република.

## География
За източен край на Амалфийското крайбрежие се смята нос Пунта Ликозия край град Виетри сул Маре, където започва западното крайбрежие на Салернския залив. За западен край на Амалфийското крайбрежие се смята нос Пунта Кампанела, срещу който се намира остров Капри. Разстоянието от нос Пунта Ликозия до нос Пунта Кампанела е 61 км.
Амалфийското крайбрежие има характерен скалист стръмен бряг. То е южната част на Сорентинския полуостров, най-високата точка, на който е туристическият обект връх Монте Файто (1131 м), намиращ се край град Позитано. Всички градове по Амалфийското крайбрежие са малки по население. Имат еднотипна характерна за този район архитектура. Поради стръмния терен сградите са построени стъпаловидно една над друга, но това представлява една неповторима живописна гледка.

## История
В древността територията на крайбрежието е част от Римската империя, за което свидетелства наличието на множество патрициански вили, най-голямата от които се намира в Минори. По време на Готската война (VI век) крайбрежните жители се съюзяват с византийците, които в края на конфликта им предоставят по-голяма автономия от Империята.
Въпреки че Амалфи е завладян от лангобардското княжество Салерно през 839 г., след няколко години градът се присъединява отново към Византийската империя, като на практика получава административна автономия: това е предпоставката за Република Амалфи, която през X век се трансформира в херцогство.
Херцогство Амалфи преживява максималното си разширение между края на X и началото на XI век, по времето на херцог Мансон I. Завладяно от норманите от Салерно през 1136 г., крайбрежието изпада в бедност, също поради набезите на съперничещата морска република Пиза .
През Средновековието и Ренесанса крайбрежието е засегнато от опустошителни нападения, първо от арабите, а след това и от турците. От XVI век там са построени наблюдателни кули (срещу набезите на берберски пирати), които в момента са туристически атракции.
От 1811 до 1860 г. Амалфи е столица на едноименния окръг на Кралството на двете Сицилии, преди да бъде официално присъединенкъм Кралство Италия през 1861 г.
От края на XIX век нататък крайбрежието претърпява голямо развитие на туризма на международно ниво, като Позитано се счита за една от основните дестинации за посещение.

## Туризъм
Неговата природна красота и живописни пейзажи го превръщат от XVIII век в списъка с маршрути на Гран Тур, но особено след Втората световна война, в една от любимите дестинации на световния елит – причина, поради която му спечелва прякора „Божественият бряг“. Сред многобройните известни личности, които избират Амалфийското крайбрежие за оазис за почивка през годините, са първата дама Жаклин Кенеди, крал Виктор Емануил III Савойски, предприемачът Джани Анели, режисьорът Роберто Роселини, актрисите Грейс Кели, Ингрид Бергман, Грета Гарбо и София Лорен, актьорите Пол Нюман, Леонардо ди Каприо и Том Ханкс, танцьорът Рудолф Нуреев, писателите Гор Видал, Максим Горки, Джон Стайнбек и Ърнест Хемингуей.
Амалфийското крайбрежие е известно и с някои типични продукти: лимончело – ликьор, получен от лимон Коста д'Амалфи, и кончерто – ликьор, традиционно произвеждан в Трамонти и получен от смес от 15 подправки, включително женско биле, копър, карамфил, индийско орехче, еделвайс и мента. Сред крайбрежните специалитети са хамсия и колатура (течен сос от аншоа), произведени в Четара, както и керамиката, изработена и ръчно рисувана във Виетри сул Маре.

### Общини и туристически атракции
Следните общини в провинция Салерно са част от Амалфийското крайбрежие:
- Амалфи[4] с катедралата и манастира на Рая;
- Атрани с църквите „Сан Салваторе дел Биректо“ и „Санта Мария Мадалена Пенитенте“;
- Четара, градът на соса от аншоа;
- Конка дей Марини – градът на сфолятела, с неговата Изумрудена пещера и патронната църква „Сан Джовани Батиста“;
- Фуроре, с малък фиорд;
- Майори, с колегиалната църква „Санта Мария а Маре“ и замъка „Сан Никола де Торо Плано“;
- Минори, с базиликата „Санта Трофимена“ и Римската вила;
- Позитано,[5] с църквата „Успение Богородично“ и внушителния исторически център;
- Праяно, с църквите „Сан Лука“ и „Сан Дженаро“ и техните белведери;
- Равело[6] – градът на музиката с катедралата и с престижните вила Чимброне и вила Руфоло, както и аудиториум „Оскар Нимайер“;
- Скала, най-старият град на Амалфийското крайбрежие;
- Трамонти и различните му махали
- Виетри сул Маре, известен по целия свят със своята древна традиция в производството на керамика и със своята махала Албори, което е част от клуба „Най-красивите селища в Италия“ .

Следните общини от крайбрежието на Амалфи и Сорентиското крайбрежие са обединени в Планинска общност Монти Латари: за Амалфийското крайбрежие Скала, Сант'Еджидио дел Монте Албино, Корбара, Трамонти, а за Сорентинското крайбрежие – Аджерола, Пимонте, Казола ди Наполи, Летере.
Община Вико Екуенсе има малък излаз точно на брега, в махала Арола с плажа Тордиляно – което е част от метрополния град Неапол, въпреки че общината принадлежи предимно към Сорентинския полуостров. Друга община в района на Неапол, включена до голяма степен в географската област на крайбрежието, е Аджерола, чиито южни граници се простират до около километър от бреговите линии, принадлежащи на Праяно и Позитано. Друга община, която е част от неаполитанската територия и Сорентинския полуостров с изглед към крайбрежието на Амалфи, е Пиано ди Соренто.

## Икономика
Районът има силно икономическо въздействие благодарение на туризма, който е силно разпространен благодарение на изключителния крайбрежен пейзаж, останал в колективното въображение на много чужденци като един от символите на Италия. Друга забележителна икономическа полза е износът на известния лимон ди Коста д'Амалфи .

## Фотогалерия
- Източната част на град Майори с крайбрежието
- Изглед към град Равело (на заден план, на преден план е град Минори)
- Атрани
- Амалфи
- Праяно
- Позитано
- Виетри сул Маре